# Swień (stacja kolejowa)
Swień (ros. Свень) – stacja kolejowa w miejscowości Swień-Transportnaja, w rejonie briańskim, w obwodzie briańskim, w Rosji. Położona jest na linii z Briańska do Homla.